# ジャニナ・コンセイソン
ジャニナ・コンセイソン（Janina Conceição、女性、1972年10月25日 - ）は、ブラジルの元バレーボール選手。現役時代のポジションはミドルブロッカー。元ブラジル代表。

## 来歴
- クラブチーム

リオデジャネイロ出身。1988年、Lufkin ECへ入団。1988/89シーズンのブラジルスーパーリーガで準優勝した。1991年、AA Rio Forteへ移籍。1992/93シーズンのブラジル・スーパーリーガで3位となった。1994/95シーズンはEC Pinheirosで、1995/96シーズンはBotafogoでプレーした。1996/97シーズンから2年間はSão Caetano Vôleiに在籍し、リーグで準優勝、南米クラブ選手権で準優勝した。1998/99シーズンはSão Bernardo Vôleiでプレーし、リーグのベストブロッカー賞を受賞しチームを優勝へ導いた。またブラジルスーパーカップでも優勝し2冠を達成した。1999/00シーズンはOsasco Voleibol Clubeに移籍。2000/01シーズンのブラジル・スーパーリーガでベストブロッカー賞を受賞した。2001/02シーズンのブラジル・スーパーリーガで3位となった。2002/03シーズンはイタリアセリエA1のヴィチェンツァ・バレーでプレーし、セリエA1リーグ6位、イタリアカップ5位となった。2003/04シーズンはACF/Camposでプレーした。2004/05シーズンはMacaé Sportsでプレーした。2007年に現役を引退した。
- 代表チーム

アンダーカテゴリーの代表として1989年のU-19世界選手権で銀メダルを獲得した。1991年のジュニア世界選手権で銀メダルを獲得した。1994年にシニアのブラジル代表に初選出される。同年の世界選手権で銀メダルを獲得した。1995年、ワールドカップに出場し銀メダルを獲得した。1997年、グラチャンで銅メダルを獲得した。1998年、ワールドグランプリでは金メダルを獲得した。同年の世界選手権に出場した。1999年、パンアメリカンカップで金メダルを獲得した。同年11月のワールドカップで銅メダルを獲得した。2000年、シドニー五輪で銅メダルを獲得した。

## 球歴
- オリンピック - 2000年
- 世界選手権 - 1994年、1998年
- ワールドカップ - 1995年、1999年
- グラチャン - 1997年
- ワールドグランプリ - 1998年、1999年、2000年、2001年

## 受賞歴
- 1998年　1997/98ブラジル・スーパーリーガ　ベストブロッカー賞
- 1999年　1998/99ブラジル・スーパーリーガ　ベストブロッカー賞
- 2001年　2000/01ブラジル・スーパーリーガ　ベストブロッカー賞

## 所属クラブ
- Lufkin EC（1988-1990年）
- Armazém das Fábricas（1990-1991年）
- AA Rio Forte（1991-1994年）
- EC Pinheiros（1994-1995年）
- Botafogo（1995-1996年）
- São Caetano Vôlei（1996-1998年）
- São Bernardo Vôlei（1998-1999年）
- Osasco Voleibol Clube（1999-2002年）
- ヴィチェンツァ・バレー（2002-2003年）
- ACF/Campos（2003-2004年）
- Macaé Sports（2004-2005年）
- Flamengo（2006-2007年）